# Czyknach
Czyknach – wieś w Armenii, w prowincji Aragacotn. W 2011 roku liczyła 239 mieszkańców.